# Duofiets

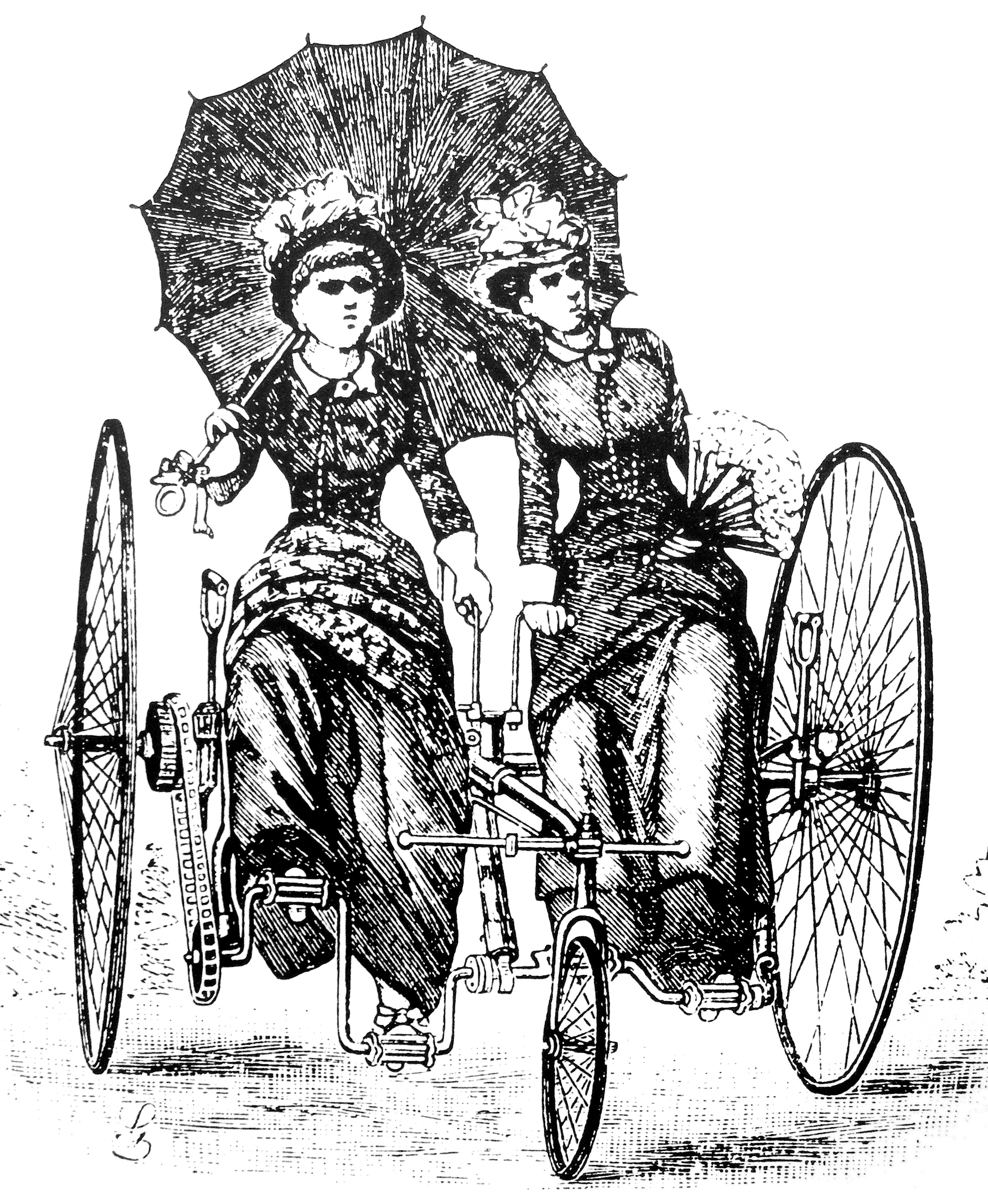
Prent van een driewielige duofiets in 1886.

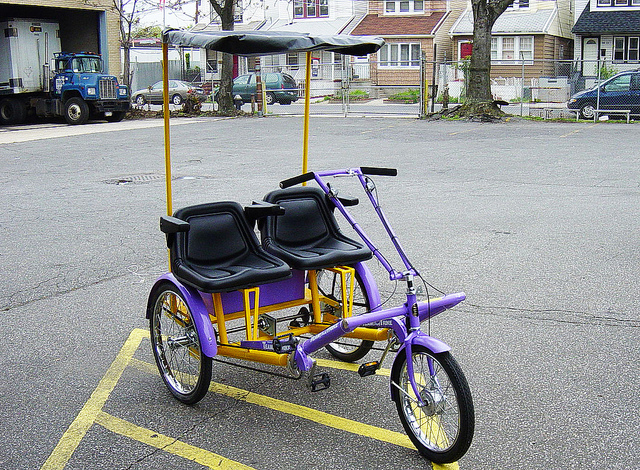
Een van de vele uitvoeringen van een duofiets in driewieleruitvoering.

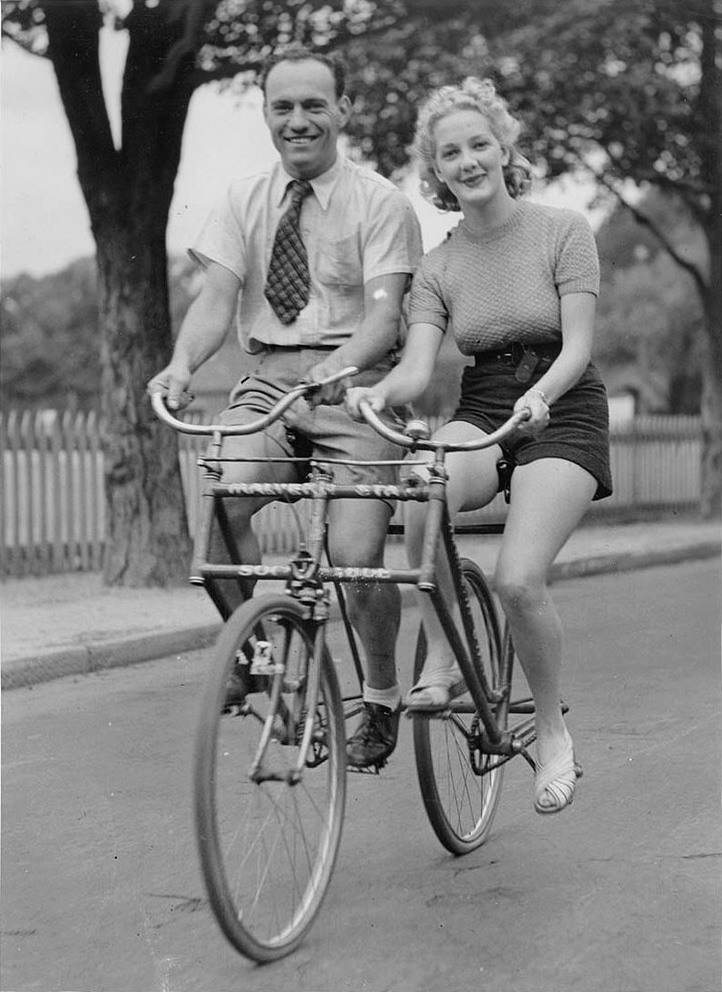
Malvern Star duofiets met twee wielen (1930).

Een duofiets is een fiets waarop twee personen naast elkaar kunnen plaatsnemen. Daarmee verschilt deze van een tandem, waarbij twee personen op één fiets achter elkaar zitten.
De duofiets wordt veelal uitgevoerd met drie wielen, maar er zijn ook uitvoeringen met vier wielen.
Een van beide personen is daarbij de bestuurder; de persoon – de passagier – die ernaast zit wordt de bijrijder genoemd.
Evenzo zijn er duofietsen met twee wielen. Bij deze varianten zijn de sturen en aandrijvingen rechtstreeks met elkaar verbonden, waarbij de beide fietsers voortdurend moeten samenwerken in voorbeweging en balans.

## Geschiedenis
In het Engels wordt de duofiets een "Sociable" genoemd, in de betekenis van sociaal of gezellige begeleiding. De personen naast elkaar kunnen tijdens de fietstocht makkelijk met elkaar in gesprek gaan. Historisch gezien heeft het mogelijk als hoffiets gediend. Een man kon dan gezamenlijk tijd doorbrengen met een dame zonder dat er sprake zou zijn van een te nauwe toenadering.
Vanaf de jaren 1870-1879 zijn er meerdere variaties in Frankrijk, Engeland en Duitsland ontwikkeld.
De modellen waren de afgeleiden van de toen al op de markt aanwezige drie- en vierwielers, dan wel een samenbouw van twee "gewone" fietsen.
Een prent uit 1886 toont een driewielige duofiets. 
Op een foto rond die tijd is eveneens een dergelijke fiets te zien. 
Zo staat er in de Daily Mail  een afbeelding van de "Apollo Sociable Tricycle" uit 1882.
De fotograaf Sam Hood vereeuwigde in de jaren 30 een tweewielige duofiets van het Australisch merk Malvern Star.

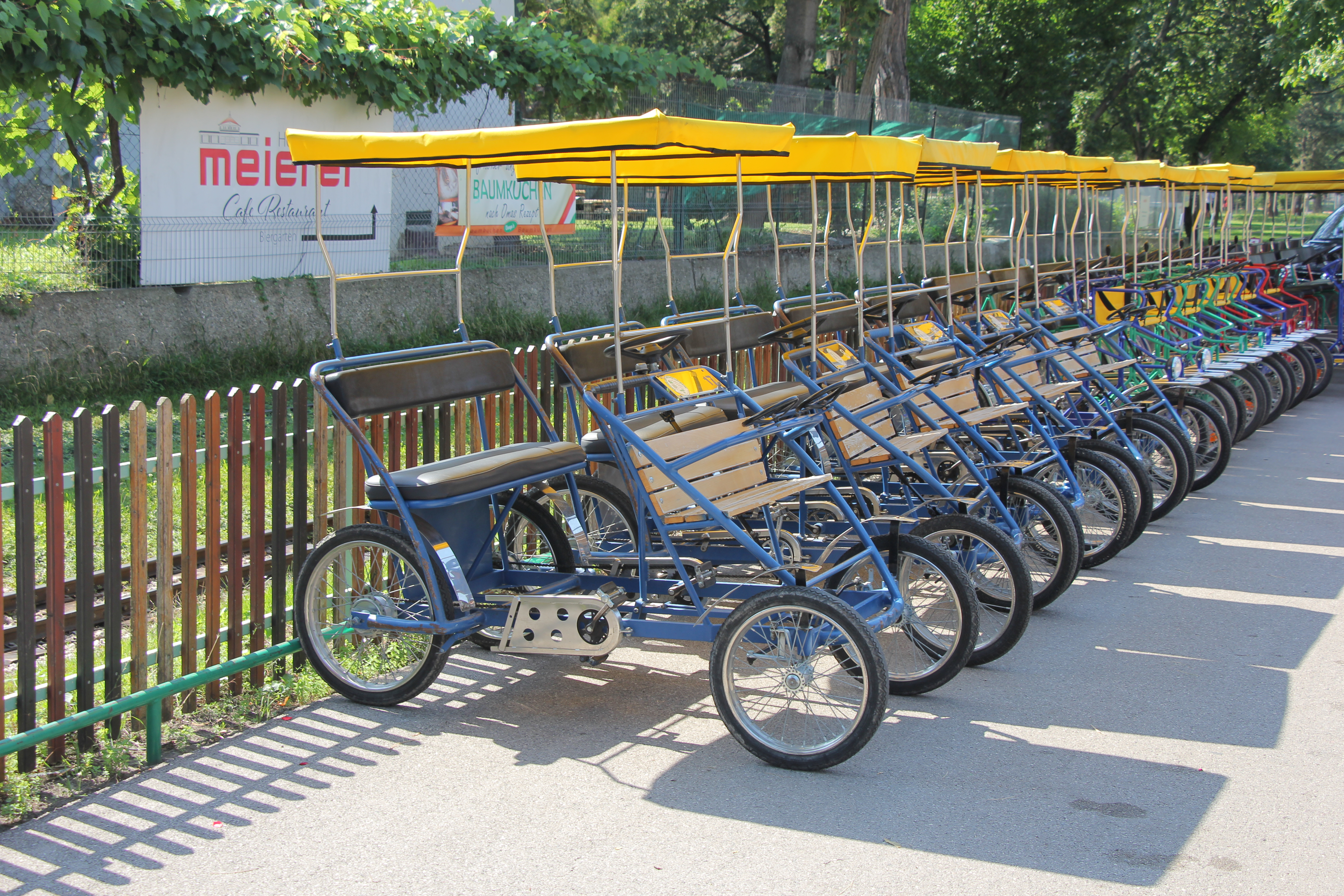
Er zijn ook vierwielige duofietsen voor toeristen Voorop kunnen nog kinderen worden meegenomen.

## Gebruik
Het praktische recreatieve gebruik van de drie- en vierwielige duofiets biedt veel mogelijkheden. Zonder te balanceren kan men erop gaan zitten. Zowel bij lage snelheid als stilstand kan de omgeving vanaf de stabiele fiets rustig bekeken worden.
Eveneens recreatief – maar waarvan de bijrijder een lichamelijke-, visuele- of verstandelijke beperking heeft, kan de bijrijder naar believen al dan niet meetrappen. Technisch is dan een vrijloop op het trapmechanisme gecreëerd. Soms is er een schakelmechanisme waarmee de bijrijder een eigen tempo kan instellen.
Rond de overgang naar de 20e eeuw zijn er (pogingen) geweest voor de bouw van militaire duofietsen. Tussen de twee personen op de fiets werd dan een mitrailleur of licht kanon gemonteerd. Enkele voorbeelden daarvan zijn:
- Machine-gun bike uit 1891 van het Engelse 26th Middlesex Cycle Regiment
- Driewielerkanon uit 1895 die een Amerikaanse fietsenfabrikant aan het leger probeerde te verkopen.

## Elektrische duofietsen
Voorheen was er alleen de duofiets die puur op eigen beenkracht kon worden voortbewogen. Hierbij moest de bestuurder doorgaans het meeste voortbewegingswerk verzetten. Sinds de ontwikkelingen van de elektrische fiets, zijn ook steeds vaker duofietsen van elektrische trapondersteuning voorzien.
Een elektrische duofiets kost al gauw – afhankelijk van welke opties er gekozen zijn – zo'n €10.000,00 (incl.btw per 2022). Particulier worden deze fietsen dan ook niet snel aangeschaft. Dikwijls is het een dorpsinitiatief middels een vereniging, of stichting via een zorginstelling. De duofietsen zijn dan meestal te leen, of te huur tegen een bescheiden vergoeding.

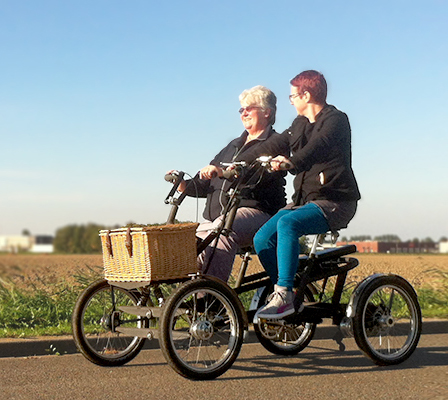
Duofiets met vier wielen.
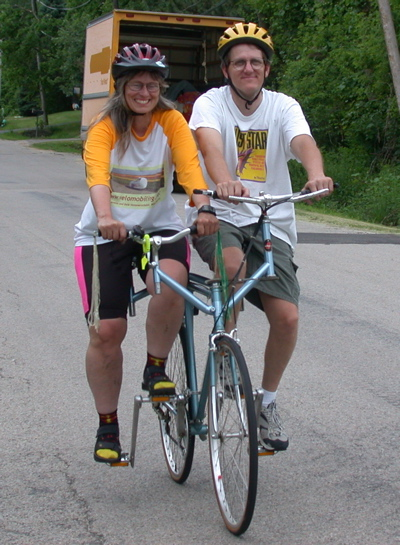
Duofiets met twee wielen.